# Hibah Shaikh
Hibah Shaikh (* 25. September 2002) ist eine US-amerikanische Tennisspielerin.

## Karriere
Shaikh spielt vorrangig Turniere der ITF Women’s World Tennis Tour, wo sie bislang je einen Titel im Einzel und im Doppel gewinnen konnte.
2022 erreichte sie im August als Qualifikantin die zweite Runde im Einzel bei der Koser Jeweler Tennis Challenge.
2024 erreichte sie im Oktober bei den W100 Macon mit ihrer Partnerin Jenna DeFalco das Viertelfinale im Damendoppel.

### College Tennis
Von 2020 bis 2024 spielte Shaikh für die Virginia Cavaliers der University of Virginia.

## Turniersiege

### Einzel
| Nr. | Datum        | Turnier  | Kategorie | Belag     | Finalgegnerin  | Ergebnis |
| --- | ------------ | -------- | --------- | --------- | -------------- | -------- |
| 1.  | 1. Juni 2025 | Monastir | ITF W15   | Hartplatz | Alicia Dudeney | 7:5, 6:2 |

### Doppel
| Nr. | Datum          | Turnier  | Kategorie | Belag     | Partnerin        | Finalgegnerinnen               | Ergebnis |
| --- | -------------- | -------- | --------- | --------- | ---------------- | ------------------------------ | -------- |
| 1.  | 26. April 2025 | Monastir | ITF W15   | Hartplatz | Abigail Rencheli | Zeel Desai Anastassija Gurjewa | 6:4, 6:2 |

## Persönliches
Hibah ist die Tochter von Riyaz Shaikah und Shirin Khan und hat eine Schwester Myra.